# Rambhadracharya

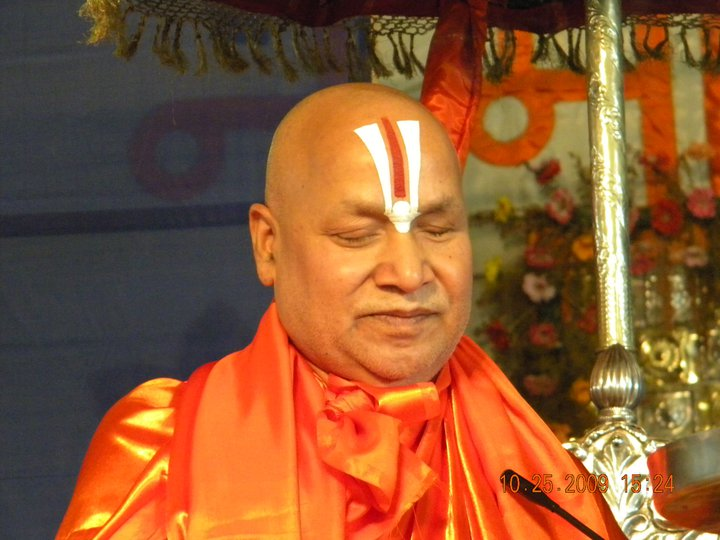
Rambhadracharya (2009)

Jagadguru Rambhadracharya (Sanskrit: जगद्गुरुरामभद्राचार्यः Jagadguru Rāmabhadrācārya, Aussprache: [ɟəɡəd̪ɡuru Rɑːməbʱəd̪rɑːcɑːrjə], bürgerlicher Name Giridhar Mishra, * 14. Januar 1950 in Jaunpur, Uttar Pradesh, Indien) ist ein indischer Gelehrter, Pädagoge, Komponist, Redner, Philosoph und hinduistischer religiöser Führer mit Sitz in Chitrakuta, Uttar Pradesh.

## Leben
Rambhadracharya verlor sein Augenlicht im Alter von zwei Monaten und ist seither blind. Er hat nie Braille oder andere Beihilfen verwendet. Er spricht 22 Sprachen und dichtet und komponiert in Sanskrit, Hindi, Awadhi, Maithili und mehreren anderen Sprachen.

## Wirken und religiöse Stellung
Er ist seit 1988 einer der vier etablierten Jagadguru Ramanandacharyas und Führer des Ramanandi-Ordens (Ramanandi Sampradaya), der sich auf den Heiligen Ramananda (um 1400 bis 1476) zurückführt und zu den größten orthodoxen hinduistischen Orden des Vishnuismus gehört.
Er ist Begründer und Oberhaupt des Ashram Tulsi Peeth, einer nach dem Dichter und Heiligen Tulsidas benannten religiösen und sozialen Einrichtung in Chitrakuta sowie Gründer und lebenslanger Kanzler der Jagadguru Rambhadracharya Handicapped University (JRHU) (deutsch: Jagadguru-Rambhadacharya-Universität für Behinderte) in Chitrakuta, die Diplom- und Postgraduiertenkurse ausschließlich für behinderte Studierende anbietet. Diese Universität wurde am 27. September 2001 gegründet und ist die erste und einzige Behindertenuniversität weltweit.
Unter den mehr als 80 Werken, die er verfasste, sind vier große epische Gedichte, zwei in Sanskrit und zwei in Hindi, sowie ein Hindikommentar zum Ramacaritmanas, ein Sanskritprosakommentar über die Astadhyayi, den Acht Büchern grammatischer Regeln des Grammatikers Panini, und Sanskritkommentare zu den Prasthanatrayi-Schriften, den drei hinduistischen Hauptwerken Brahma-Sutra, Bhagavad Gita und Upanishaden.
Rambhadracharya gilt in Indien als Autorität für die Kenntnis und Interpretation des Heiligen Tulsidas. Er ist ein renommierter Katha-Vortragskünstler für das Ramayana und die Bhagavatapurana. Seine Katha-Programme werden regelmäßig in verschiedenen Städten in Indien und im Ausland gezeigt und laufen auf Fernsehkanälen wie Sanskar TV und Sanatan TV.
2015 wurde er mit dem Padma Vibhushan ausgezeichnet.

## Schriften
- Svami Rambhadracharya (Hrsg.): Shriramacaritmanas. 4. Auflage. Jagadguru Rambhadracharya Handicapped University, Chitrakuta 2006. (Originaltitel in Hindi: श्रीरामचरितमानस - मूल गुटका तुलसीपीठ संस्करण; IAST-Transliteration des Titels: Śrīrāmacaritamānasa.) (Enthält: kritische Ausgabe des Werkes Rāmacaritamānasa. auch als Tulasīpīṭha- oder Tulsi-Peeth-Ausgabe bezeichnet.)

- Jagadguru Rambhadracharya: Shriramacaritamanasa - Bhavarthabodhini Hindi Tika. Jagadguru Rambhadracharya Handicapped University, Chitrakuta 2008. (IAST-Transliteration des Titels: Śrīrāmacaritamānasa Bhāvārthabodhinī Hindī Ṭīkā.) (Enthält: Kommentar zum Ramacaritamanas des Tulsidas in Hindi) (online, PDF 6,21 MB, in Hindi.)